# Martí Ventolrà
Martí Ventolrà Fort (conocido en México como Martín Vantolrá) (Barcelona, 16 de diciembre de 1906-Ciudad de México, 5 de junio de 1977) fue un futbolista internacional español. Jugó de extremo derecho y su primer equipo fue el RCD Espanyol.

## Biografía
Nacido en Barcelona, comenzó jugando al fútbol con el Cataluña de Les Corts, después pasó a la disciplina del RCD Espanyol con el que debutó en 1924, cuando apenas contaba con 18 años. Allí coincidió con el gran Ricardo Zamora. Con los de Sarriá destaca el triunfo que obtuvo en la Copa de España en 1929.
Debutó con la selección española, en un partido ante Italia, en Bolonia. España vence a los locales 1-2 y él anota el gol de la victoria. En 1930 pasa a jugar en el Sevilla FC para dos años después ser traspasado al F. C. Barcelona, donde jugó 125 partidos, anotando 73 goles.
En el Barça jugó cinco temporadas y coincidió con grandes jugadores como Samitier y Goiburu.
Con el inicio de la Guerra Civil el F. C. Barcelona, participó en una gira por México, donde Martín se exilió. 
Recaló en el España, para después pasar al Atlante, con el que se proclamó máximo goleador en la temporada 1940/41 Con el Atlante llegó a jugar hasta la temporada 1949, con 43 años de edad. 
Su hijo José Vantolrá fue internacional mexicano y disputó el mundial de 1970, lo que les convierte en la primera pareja padre-hijo en disputar dos mundiales con dos selecciones distintas.
Martí Ventolrá fue un destacado nacionalista catalán y republicano. De ideología izquierdista, su implicación política en los años de la República le impidió regresar a España tras finalizar la guerra, a riesgo de ser encarcelado por las autoridades franquistas. Como secretario general del sindicato de futbolistas catalanes, pidió la inclusión del Real Madrid en el campeonato de Cataluña, durante la guerra civil, para ayudar al conjunto merengue económicamente. Sin embargo, las autoridades catalanas lo impidieron.

## Selección
Fue internacional con la selección de fútbol de España en 12 ocasiones. 
Desde su debut se convirtió, durante cuatro años, en casi un fijo de las alineaciones de la selección española. Participó en el Mundial de Fútbol Italia 1934, donde cuajó una gran actuación, cayendo en cuartos de final ante la anfitriona y futura campeona del torneo. Jugó su último partido como internacional en 1936. 
Aunque los datos no son muy fiables, se cree que llegó a disputar 12 partidos con la selección de fútbol de Cataluña.

### Participación en Copa Mundial
| Torneo                 | Equipo           | Sede   | Resultado        |
| ---------------------- | ---------------- | ------ | ---------------- |
| Copa Mundial FIFA 1934 | Selección España | Italia | Cuartos de final |

## Clubes

### Trayectoria
| Club            | País   | Año       |
| --------------- | ------ | --------- |
| RCD Espanyol    | España | 1924-1929 |
| Sevilla FC      | España | 1929-1931 |
| F. C. Barcelona | España | 1931-1936 |
| Atlante FC      | México | 1939-1949 |

## Palmarés

### Títulos Regionales
| Título                 | Club             | Año  |
| ---------------------- | ---------------- | ---- |
| Campeonato de Cataluña | R. C. D. Español | 1929 |
| Campeonato de Cataluña | F. C. Barcelona  | 1931 |
| Campeonato de Cataluña | F. C. Barcelona  | 1932 |
| Campeonato de Cataluña | F. C. Barcelona  | 1935 |
| Campeonato de Cataluña | F. C. Barcelona  | 1936 |

### Títulos nacionales
| Título             | Club             | Año  |
| ------------------ | ---------------- | ---- |
| Copa               | R. C. D. Español | 1929 |
| Campeonato de Liga | Atlante F. C.    | 1941 |
| Copa               | Atlante F. C.    | 1942 |
| Supercopa          | Atlante F. C.    | 1942 |
| Campeonato de Liga | Atlante F. C.    | 1947 |